# Vladimír Lučan
Vladimír Lučan, född den 4 juni 1977, tjeckisk orienterare som tog EM-silver i stafett 2000. Lučan blev juniorvärldsmästare i stafett 1996 samt tog två JVM-silver 1997.